# Gundam Breaker 3
A Gundam Breaker 3 (ガンダムブレイカー3; Hepburn: Gandamu Bureikā Surī) mecha hack and slash videójáték, melyet a Crafts & Meister fejlesztett és a Bandai Namco Entertainment jelentetett meg 2016-ban PlayStation 4 és PlayStation Vita platformokra. A Breaker alsorozat korábbi tagjaihoz hasonlóan a játék mechákkal való harcok köré épül, a játékosok ismét gundam-modelleket állíthatnak össze, hogy ezeket utána harcba vigyék.
A Gundam Breaker 3 története a közeljövőben játszódik, ahol a névtelen főszereplő csatlakozik egy Misza nevű lány gunpla-csapatához, hogy versenyek megnyerésével fellendítsék egy bevásárlóutca forgalmát, megmentve azt a lebontástól. A játék rendezője Fukugava Daiszuke volt, aki úgy döntött, hogy inkább a gundam-modellek testreszabhatóságát bővítik ki mintsem, hogy az előző részhez hasonlóan ismét nagyobb számú modellt adjanak a játékhoz.
A játék jó kritikai és kereskedelmi fogadtatásban részesült Japánban, ahol az eladási listák első két helyén mutatkozott be.

## Játékmenet
A Gundam Breaker 3 a Breaker alsorozat tagjaként rendhagyó a Gundam videójáték-franchise-ban, hiszen annak legtöbb tagjával ellentétben elsősorban gundam-modellek („gunplák”) építésére és az azokkal való harcokra helyezi a hangsúlyt. A sorozat játékmenete a Koei Tecmo Dynasty Warriors című hack and slash sorozatáéhoz hasonlítható, ahol a harcok során a játékosnak nagyszámú ellenfelet kell legyőznie, azonban a Gundam Breaker sorozat szélesebb körű távolsági támadásokra is lehetőséget ad. A csaták során a mechákról letörhetőek a nagyobb alkotóelemeik, így a fejük, a karjaik, a felsőtestük, a lábaik, a „hátizsákjuk”, valamint a fegyvereik, a páncéljuk és az „építői alkatrészeik”. Ezeket a részeket össze lehet gyűjteni, és egyedi mechákat is lehet építeni („kitbashing”). Az ellenséges egységek a játékos gundam-modelljének alkotóelemeit is letörhetik, ami különböző hátrányokkal, így a fegyverek, a különböző képességek, a célbefogó vagy a gyorsítóegységek használhatatlanná válásával járhat. Bizonyos alkatrészek különböző képességekhez is hozzáférést biztosítanak, ezek két főbb kategóriába vannak besorolva: az EX-mozdulatok az adott gundam-modell egyedi képességeihez, míg az opcionális felszerelések az adott alkotóelemen lévő fegyverekhez nyújt hozzáférést. Az alkatrészek egy ritkasági fokozat szerint is osztályozva vannak, mely azt határozza meg, hogy az adott elemnek hány képességhelye van, azok statisztika adataira nincs befolyással. A főbb alkatrészeket tovább is lehet erősíteni és új képességeket lehet nekik adni alkotóelemek vagy a tapasztalati pontot növelő műanyagok, a képességerősítő kockák, az az elemi sebzéstípust megváltoztató „elemi gömbök” és a letölthető tartalmakban elérhető, további szinteket biztosító korlátszakító csillagok beolvasztásával. A Gundam Breaker 3 a sorozatban először nyújt lehetőséget az alkotóelemekre való különböző kiegészítők felszerelésére. A játékban „High Grade” (HG, 1:144-es méretarány) és „Master Grade” (MG, 1:100-as méretarány) modellek is játszhatóak, azonban főellenségek képében „Perfect Grade” (PG, 1:60-as méretarány) egységek is szerepelnek benne. A Gundam Breaker 3-ban több mint 150 mecha játszható, azonban egyedi modellek készítésére is lehetőség van, összesen körülbelül 75 milliárd különböző kombinációt lehet létrehozni. A játék a Breaker alsorozat első olyan tagja, melyben super deformed (SD) gundam-modellek is szerepelnek, azonban csak nem játszható, támogató egységekként. A játékban az elődjéhez hasonlóan lehetőség van járművek vezetésére, illetve a rögzített gépágyúk használatára is. A Gundam Breaker 3 történetmódjában ötfajta küldetéstípus található: az átlagos csaták (通常ミッション), a Battle Royale (バトルロイヤル), a Core Assault (コアアサルト), a Monolith Demolition (モノリスデモリッション) és a Team Battle (チームバトル). Az átlagos csaták során a játékosnak az adott területen le kell győznie az összes ellenséget, hogy a következő területre léphessen, ezek a csaták általában egy vagy több Perfect Grade-modell elleni főellenségharcban teljesülnek ki. A Battle Royale-mérkőzések nagyban hasonlítanak az átlagos csatákhoz, azonban a küldetések bizonyos pontjain gunpla-ászcsapatok is megjelennek. A Core Assault-küldetésekben a játékosnak először meg kell védenie a saját „magját”, majd az ellenség magját kell elpusztítania, ami csak akkor sebezhető, ha az összes ellenséges egység megsemmisült körülötte. A Monolith Demolition-csaták alkalmával a játékosnak ellenséges egységek által védelmezett monoliteket kell elpusztítania, míg a Team Battle-küldetések során egy gunpla-csapatot kell legyőznie. Az arénamód (アリーナ) alatt Bounty Hunter (バウンティ ハンター) és Challenger (チャレンジャー) néven két teljesen új játékmód is szerepel. Előbbiben a játékosok a fejlesztők vagy más játékosok által készített egyedi gundam-modellekkel mérhetik össze tudásukat, míg utóbbiban hullámokban érkező ellenséges egységeket kell visszaverniük.

## Történet
A játék története a rajongók kéréseinek eleget téve a Gundam Build Fighters animesorozatéhoz hasonló. A Gundam Breaker 3 egy évvel az űrlift megépítése után, egy kitalált japán városban játszódik, főszereplője egy tizenéves, aki nemrég az Ajato bevásárlóutca közelébe költözött. Az utcát a Times Universe vállalat fel akarja vásárolni, hogy egy bevásárlóközpontot építsen a helyére. A játékos szereplője első gunpla-csatája során megismerkedik Miszával (szinkronhangja: Igucsi Juka), akivel később gunpla-csapatot alkot, hogy versenyek megnyerésével fellendítsék a hanyatló Ajato bevásárlóutca forgalmát. Misza édesapja, Júicsi benevezi a csapatot a városi gunpla-versenyre, ahol a Misza még sosem jutott tovább az első körnél. A döntőben egykori csapattársával, Kamaszével tatlálják szembe magukat, aki időközben a Heim Robotics robotgyártó cég csapatához igazolt át. Kamasze Miszát ugyan könnyűszerrel elintézi, azonban a játékos szereplője közbe lép és így az Ajato bevásárlóutca csapata nyeri meg a városi tornát. Győzelmük után a Heim Robotics úgy dönt, hogy mivel Miszáék fogják képviselni a szomszédságot a következő versenyen, ezért támogatják őket, egyik kutatómérnökük, Kadomacu (szinkronhangja: Szugita Tomokazu) is csatlakozik hozzájuk. Az egyezségük értelmében a robotgyártó cég következő zászlóshajó-játékának prototípusa, a Kadomacu által épített Robota (szinkronhangja: Macumoto Jaszunori) super deformed Knight Gundam-játékrobot is csatlakozik hozzájuk támogató tagként. Miszáék a városi tornán aratott győzelmüknek hála továbbjutottak a területi versenyre, ahol a döntőben a Sanari Mechanics, a Heim Robotics és így Kadomacu legfőbb riválisának gunpla-csapatával találják szembe magukat. A játékos szereplőjének köszönhetően őket is sikeresen legyőzik, így az országos tornára is kijutnak. Eközben Will, a Times Universe üzlethálózatokat működtető vállalat fiatal vezére Japánba utazik, hogy felülvizsgálja az Ajato bevásárlóutca közelében található egyik áruházának a többihez képest kiemelkedően alacsony bevételét. Mindeközben Viras, a Safety-Security-Software számítógépes biztonsági megoldásokat kínáló cég eltűnt vezérigazgatója többek között a Miszáék csapata által gyakorlásra használt játékterem információs robotját is megfertőzi, ami így összetöri a gépeket, azonban Kadomacu segítségével sikerül megfékezniük. Az országos torna alatt egyfajta rivalizálás alakul ki az Ajato bevásárlóutca és az Okinava Űrhajósképző Iskola (OATS) gunpla-csapata között, akik végül a döntőben is szembetalálkoznak. Az egyszerre négy csapatot felvonultató döntőben az OATS csapata és Rokuto, a Kajima Rocket űrhajógyártó cég alkalmazásában álló űrhajós, az OATS egykori diákja sportszerűtlen módon összefognak Miszáék ellen, azonban még így is alulmaradnak. Mivel Miszáék végül megnyerik a versenyt, így meghívást kapnak egy a nyolc éve visszavonult Mr. Gunpla, az első profi gunpla-harcos elleni barátságos mérkőzésre. A meccsen Misza és Robota csak feltartja a játékos szereplőjét, így félre állnak, azonban Will közbeszakítja a mérkőzést és megalázó vereséget mér az Ajato bevásárlóutca csapatára. Miszáék az országos megmérettetésen aratott győzelmüknek hála kijutnak a világbajnokságra, ahol Will kihívja a játékos szereplőjét egy meccsre, melyet, ha nem nyernek meg, akkor be kell zárni az összes boltot az Ajato bevásárlóutcában, ha pedig nem fogadják el a kihívást Will egyszerűen felvásárolja az egész területet. Ezek után a főszereplő és Misza különválnak, hogy tovább fejlesszék képességeiket, Kadomacu pedig finomhangolja Robotát. A főszereplő Mocsizukival, a Sanari Mechanics csapatának mérnökével kiegészülve egy ázsiai bajnokságon összefut az Okinava Űrhajósképző Iskola gunpla-csapatával, akik úgy döntenek, hogy a japán verseny alatti sportszerűtlen viselkedésük miatt csatlakoznak hozzá. A játékos és csapata megnyerik a bajnokságot, míg Misza egy másik versenyen Rokuto után a második helyen végez. A geostacionárius műholdállomáson megrendezésre kerülő világkupa selejtezőjében a játékos és csapata szembetalálkozik Virasszal, akit Will segítségével le is győznek. A döntőben Miszáék Willel mérkőznek meg, azonban a meccset felfüggesztik, mivel Viras vírusa megfertőzte az állomás mesterséges intelligenciáját, ami leválasztja az állomást a Csendes-óceánban lebegő összekötőről. Kadomacu összeköti a vezérlő-számítógép memóriaállományát  egy gunpla-harcszimulátorral, így Will és a játékos csapata megpróbálhatják megfékezni azt. A végső csatában a mesterséges intelligencia egy hatalmas NZ–999 Neo Zeong mobilpáncélban ölt alakot, és lekorlátozza a játékos és társai támadó képességeit. Ezek után Info-csannak hála becsatlakozik a csatába Mr. Gunpla, Júicsi, Mijako és Machio is akikkel együtt sikerül megfékezniük a vírust. Viras viszont erre az esetre is gondolt és eltávolította az ellensúly kikötési-eszköz kezelőfelületét, így nem lehet visszanavigálni az állomással a geostacionárius pályára. A hírek hallatára a Kagoshima Rocket Company Rokuto irányítása alatt egy RX–78–2 Gundam alakú űrhajót indít az állomás pályára állítására. A döntőben Will és a játékos mérkőznek meg, viszont a fődíj már nem az Ajato bevásárlóutca, hanem az, hogy kinek a neve jelenjen meg először a Times Universe bevásárlóközpontja és az Ajato bevásárlóutca közös kampányában.

## Szereplők
Misza (ミサ; Hepburn: Misa)
Szinkronhangja: Igucsi Juka  (japán)
Egy gundam-modell bolt vezetőjének lánya, aki a hanyatló forgalmú Ajato bevásárlóutca megmentéséért az utca nevét viselő gunpla-csapatot alapít, hogy versenyek megnyerésével fellendítse a bevásárlóutca forgalmát.
Kadomacu (カドマツ; Hepburn: Kadomatsu)
Szinkronhangja: Szugita Tomokazu  (japán)
Számítástechnikai szakértő, aki kutatómérnökként a Heim Robotics robotgyártócég alkalmazásában áll. Szeret számítógépes játékokkal játszani, miután Miszáék legyőzik a vállalat csapatát hobbiból Misza gunpla-csapatának mérnöke lesz.
Robota (ロボ太)
Szinkronhangja: Macumoto Jaszunori  (japán)
Robota egy super deformed Knight Gundam-játékrobot, a Heim Robotics következő zászlóshajó-játékának prototípusa, melyet Kadomacu épített. Nevét Miszától kapta, akihez támogatóegységként csatlakozik csatái során.
MC Hal (MCハル; Hepburn: MC Haru)
Szinkronhangja: Szató Rina  (japán)
A japán gunpla-versenyek kommentátora.
Kamasze (カマセ; Hepburn: Kamase)
Szinkronhangja: Takanasi Kengo  (japán)
Misza egykori csapattársa, aki a Heim Robotics csapatához igazolt át.
Rokuto (ロクト)
Szinkronhangja: Singaki Taruszake  (japán)
A Kajima Rocket űrhajógyártó cég alkalmazásában álló űrhajós.
Mocsizuki (モチヅキ; Hepburn: Mochizuki)
Szinkronhangja: Aszumi Kana  (japán)
A Sanari Mechanics, a Heim Robotics legfőbb riválisának gunpla-csapatának mérnöke.
Urucsi (ウルチ; Hepburn: Uruchi)
Szinkronhangja: Kosimizu Ami  (japán)
A Sanari Mechanics gunpla-csapatának visszahúzódó ászpilótája.
Will (ウィル)
Szinkronhangja: Szuzuki Tacuhisza  (japán)
A Times Universe vállalat fiatal tulajdonosa.
Dorothy (ドロシー)
Szinkronhangja: Szuegara Rie  (japán)
Will házában dolgozó cseléd.
Cukimi (ツキミ; Hepburn: Tsukimi)
Szinkronhangja: Isikava Kaito  (japán)
Az Okinava Űrhajósképző Iskola diákja.
Miszora (ミソラ; Hepburn: Misora)
Szinkronhangja: Ónisi Szaori  (japán)
Cukimi gyermekkori barátja.
Irato nagyi (イラト婆さん; Hepburn: Irato obāsan)
Szinkronhangja: Szuzuki Reiko  (japán)
A Misza által gyakran látogatott játékterem üzletvezetője.
Info-csan (インフォちゃん; Hepburn: Info-chan)
Szinkronhangja: Júki Aoi  (japán)
Irato játéktermének hároméves munkarobotja, mely egykoron a Heim Robotics gyártósoráról gördült le.
Tiger (タイガー; Hepburn: Taigā)
Szinkronhangja: Fuszegava Kazuhiro  (japán)
Irato játéktermének gyakori vendége, aki előszeretettel száll rá a kezdő gunpla-harcosokra.
Viras (バイラス; Hepburn: Bairasu)
Szinkronhangja: Szugavara Maszajosi  (japán)
A Safety-Security-Software számítógépes biztonsági megoldásokat kínáló cég vezérigazgatója.
Júicsi (ユウイチ; Hepburn: Yūichi)
Szinkronhangja: Kavada Sindzsi  (japán)
Misza édesapja, egy szerény gunpla-bolt üzletvezetője.
Machio (マチオ)
Szinkronhangja: Kanemicu Nobuaki  (japán)
Egy az Ajato bevásárlóutcán található húsárubolt hentese.
Mijako (ミヤコ; Hepburn: Miyako)
Szinkronhangja: Siina Hekiru  (japán)
Egy az Ajato bevásárlóutcán található izakaja tulajdonosa.
Mr. Gunpla (ミスターガンプラ; Hepburn: Misutā Ganpura)
Szinkronhangja: Konisi Kacujuki  (japán)
Egykori sikeres gunpla-harcos, akit azonban nyolc évvel a játék története előtt az észak-amerikai bajnokság döntőjében egyik legnagyobb rajongója, Will legyőzött. A sajtó azonnal azt híresztelte, hogy Mr. Gunpla szándékosan hagyta nyerni a fiatal fiút, aki emiatt megutálta őt és a gunpla-csatákat is. Másnap, a hírek elolvasása után Mr. Gunpla visszavonult a gunpla-csatáktól és kommentátor lett.

## Játszható gundam-modellek
A Gundam Breaker 3-ban az elődeiben szereplő összes játszható gundam-modell visszatért, illetve az alapjátékban és a letölthető tartalmakban 26, illetve 24 új is megjelent. Ugyan a Gundam Breaker 3-ban bemutatott modellek száma jóval alacsonyabb az elődjéhez viszonyítva, azonban a modellek testreszabhatósága jelentősen kibővült; az alapjátékban összesen körülbelül 75 milliárd különböző kombinációra van lehetőség szemben az elődje 10 milliárd párosításával. A Gundam Breaker 3-ban immár lehetőség van az emblémák és egyéb matricák, valamint az álcaminták színének megválasztására, illetve az „építői alkatrészek” képében a valódi gundam-modellek „csomópontjait” mintázva a főbb alkatrészekre további elemek is szerelhetőek.
| Modell                                                                                 | Korszak                                 | Első megjelenés                                    |
| A Gundam Breakerből visszatérő egységek                                                | A Gundam Breakerből visszatérő egységek | A Gundam Breakerből visszatérő egységek            |
| -------------------------------------------------------------------------------------- | --------------------------------------- | -------------------------------------------------- |
| RX–78–2 Gundam                                                                         | Universal Century                       | Mobile Suit Gundam                                 |
| RX–78–3 Gundam „G–3”                                                                   | Universal Century                       | Mobile Suit Variations                             |
| RGM–79 GM                                                                              | Universal Century                       | Mobile Suit Gundam                                 |
| RGM–79N GM Custom                                                                      | Universal Century                       | Mobile Suit Gundam 0083                            |
| RGM–79GS GM Command Space Type                                                         | Universal Century                       | Mobile Suit Gundam 0080                            |
| MS–06 Zaku II                                                                          | Universal Century                       | Mobile Suit Gundam                                 |
| MS–06F Zaku Minelayer                                                                  | Universal Century                       | Mobile Suit Variations                             |
| MS–06S Zaku II Commander Type                                                          | Universal Century                       | Mobile Suit Gundam                                 |
| MS–07 Gouf                                                                             | Universal Century                       | Mobile Suit Gundam 0079                            |
| MS–09B Dom                                                                             | Universal Century                       | Mobile Suit Gundam                                 |
| MS–06FZ Zaku II Kai                                                                    | Universal Century                       | Mobile Suit Gundam 0080                            |
| MS–06R–1A Zaku II High Mobility Type                                                   | Universal Century                       | Mobile Suit Variations                             |
| MS–06R–2 Zaku II High Mobility Type                                                    | Universal Century                       | Mobile Suit Variations                             |
| MS–09F/trop Dom Tropen                                                                 | Universal Century                       | Mobile Suit Gundam 0083                            |
| RX–178 Gundam Mk–II (Titans és AEUG színekben)                                         | Universal Century                       | Mobile Suit Zeta Gundam                            |
| MSZ–006 Zeta Gundam                                                                    | Universal Century                       | Mobile Suit Zeta Gundam                            |
| MSN–00100 Hyaku-Shiki                                                                  | Universal Century                       | Mobile Suit Zeta Gundam                            |
| AMX–004 Qubeley                                                                        | Universal Century                       | Mobile Suit Zeta Gundam                            |
| AMX–004 Qubeley Mk–II                                                                  | Universal Century                       | Mobile Suit Gundam ZZ                              |
| AMX–009 Dreissen                                                                       | Universal Century                       | Mobile Suit Gundam ZZ                              |
| MSZ–010 ΖΖ Gundam                                                                      | Universal Century                       | Mobile Suit Gundam ZZ                              |
| RGM–86R GM III                                                                         | Universal Century                       | Mobile Suit Gundam ZZ                              |
| RX–93 ν Gundam                                                                         | Universal Century                       | Char’s Counterattack                               |
| RX–93–ν2 Hi–ν Gundam                                                                   | Universal Century                       | Beltorchika’s Children                             |
| MSN–04 Sazabi                                                                          | Universal Century                       | Char’s Counterattack                               |
| AMS–119 Geara Doga (rendszeresített és Rezin Schnyder színekben)                       | Universal Century                       | Char’s Counterattack                               |
| RX–0 Unicorn Gundam (Unicorn és Destroy módok)                                         | Universal Century                       | Mobile Suit Gundam Unicorn                         |
| RX–0 Unicorn Gundam 02 Banshee (Unicorn és Destroy módok)                              | Universal Century                       | Mobile Suit Gundam Unicorn                         |
| MSN–06S Sinanju                                                                        | Universal Century                       | Mobile Suit Gundam Unicorn                         |
| XM–X1 Crossbone Gundam X–1                                                             | Universal Century                       | Mobile Suit Crossbone Gundam                       |
| GF13–017NJII God Gundam                                                                | Future Century                          | Mobile Fighter G Gundam                            |
| GF13–001NHII Master Gundam                                                             | Future Century                          | Mobile Fighter G Gundam                            |
| GF13–050NSW Nobel Gundam                                                               | Future Century                          | Mobile Fighter G Gundam                            |
| XXXG–00W0 Wing Gundam Zero (Endless Waltz Ver.)                                        | After Colony                            | Gundam Wing: Endless Waltz                         |
| XXXG–01D2 Gundam Deathscythe Hell (Endless Waltz Ver.)                                 | After Colony                            | Gundam Wing: Endless Waltz                         |
| XXXG–01H Gundam Heavyarms (Endless Waltz Ver.)                                         | After Colony                            | Gundam Wing: Endless Waltz                         |
| GX–9900 Gundam X                                                                       | After War                               | After War Gundam X                                 |
| SYSTEM ∀–99 (WD–M01) ∀ Gundam                                                          | Correct Century                         | Turn A Gundam                                      |
| GAT–X105 Strike Gundam                                                                 | Cosmic Era                              | Mobile Suit Gundam SEED                            |
| GAT–X105+AQM/E–X01 Aile Strike Gundam (csak a hátizsák)                                | Cosmic Era                              | Mobile Suit Gundam SEED                            |
| GAT–X105+AQM/E–X03 Launcher Strike Gundam (csak a karok és a hátizsák)                 | Cosmic Era                              | Mobile Suit Gundam SEED                            |
| GAT–X105+AQM/E–X02 Sword Strike Gundam (csak a karok és a hátizsák)                    | Cosmic Era                              | Mobile Suit Gundam SEED                            |
| GAT–X105+P202QX Strike Gundam IWSP                                                     | Cosmic Era                              | Mobile Suit Variations                             |
| MBF–02+AQM/E–X01 Aile Strike Rouge                                                     | Cosmic Era                              | Mobile Suit Gundam SEED                            |
| MBF–02+P202QX Strike Rouge IWSP (csak a hátizsák)                                      | Cosmic Era                              | Mobile Suit Variations                             |
| ZGMF–X10A Freedom Gundam                                                               | Cosmic Era                              | Mobile Suit Gundam SEED                            |
| ZGMF–X20A Strike Freedom Gundam                                                        | Cosmic Era                              | Mobile Suit Gundam SEED Destiny                    |
| ZGMF–X42S Destiny Gundam                                                               | Cosmic Era                              | Mobile Suit Gundam SEED Destiny                    |
| MBF–P02 Gundam Astray Red Frame                                                        | Cosmic Era                              | Mobile Suit Gundam SEED Astray                     |
| MBF–P03 Gundam Astray Blue Frame                                                       | Cosmic Era                              | Mobile Suit Gundam SEED Astray                     |
| MBF–P04 Gundam Astray Green Frame                                                      | Cosmic Era                              | Mobile Suit Gundam SEED Frame Astrays              |
| MBF–P02Kai Gundam Astray Red Frame Kai (csak a lábak és a hátizsák)                    | Cosmic Era                              | Mobile Suit Gundam SEED VS Astray                  |
| MBF–P03secondL Gundam Astray Blue Frame Second L                                       | Cosmic Era                              | Mobile Suit Gundam SEED Astray                     |
| GN–0000 00 Gundam                                                                      | Anno Domini                             | Mobile Suit Gundam 00                              |
| GN–0000+GNR–010 00 Raiser (csak a hátizsák)                                            | Anno Domini                             | Mobile Suit Gundam 00                              |
| GNX–Y901TW Susanowo                                                                    | Anno Domini                             | Mobile Suit Gundam 00                              |
| GAT–X105B/FP Build Strike Gundam                                                       | –                                       | Gundam Build Fighters                              |
| A Gundam Breaker 2-ből visszatérő egységek                                             |                                         |                                                    |
| PF–78–1 Perfect Gundam                                                                 | Universal Century                       | Gundam Fix Figuration                              |
| RX–77–2 Guncannon                                                                      | Universal Century                       | Mobile Suit Gundam                                 |
| RX–75–4 Guntank                                                                        | Universal Century                       | Mobile Suit Gundam                                 |
| MS–07B Gouf                                                                            | Universal Century                       | Mobile Suit Gundam                                 |
| MS–14S Gelgoog Commander Type                                                          | Universal Century                       | Mobile Suit Gundam                                 |
| MS–06J Zaku II Ground Type (csak a lábak)                                              | Universal Century                       | Mobile Suit Variations                             |
| RX–79BD–1 GM Blue Destiny Unit 1                                                       | Universal Century                       | The Blue Destiny                                   |
| RX–79BD–2 Blue Destiny Unit 2                                                          | Universal Century                       | The Blue Destiny                                   |
| RX–79BD–3 Blue Destiny Unit 3                                                          | Universal Century                       | The Blue Destiny                                   |
| RX–79[G] Gundam Ground Type                                                            | Universal Century                       | The 08th MS Team                                   |
| MS–07B–3 Gouf Custom                                                                   | Universal Century                       | The 08th MS Team                                   |
| MSM–07S Z’Gok Commander Type                                                           | Universal Century                       | Mobile Suit Gundam                                 |
| MSM–04 Acguy                                                                           | Universal Century                       | Mobile Suit Gundam                                 |
| MSN–02 Zeong                                                                           | Universal Century                       | Mobile Suit Gundam                                 |
| MSN–02 Perfect Zeong (csak a karok és lábak)                                           | –                                       | Plamo-Kjósiro                                      |
| RX–78NT–1 Gundam „Alex”                                                                | Universal Century                       | Mobile Suit Gundam 0080                            |
| RX–80PR Pale Rider                                                                     | Universal Century                       | Missing Link                                       |
| MS–06FZ Zaku II Kai                                                                    | Universal Century                       | Mobile Suit Gundam 0080                            |
| MS–18E Kämpfer                                                                         | Universal Century                       | Mobile Suit Gundam 0080                            |
| MSM–03C Hygogg                                                                         | Universal Century                       | Mobile Suit Gundam 0080                            |
| RX–79[G]Ez–8 Gundam Ez8                                                                | Universal Century                       | The 08th MS Team                                   |
| RX–78GP01 Gundam „Zephyranthes”                                                        | Universal Century                       | Mobile Suit Gundam 0083                            |
| RX–78GP01-Fb Gundam „Zephyranthes” Full Burnern                                        | Universal Century                       | Mobile Suit Gundam 0083                            |
| RX–78GP02A Gundam „Physalis”                                                           | Universal Century                       | Mobile Suit Gundam 0083                            |
| RX–78GP03S Gundam „Dendrobium Stamen”                                                  | Universal Century                       | Mobile Suit Gundam 0083                            |
| MS–14Jg Gelgoog Jäger                                                                  | Universal Century                       | Mobile Suit Gundam 0080                            |
| AGX–04 Gerbera Tetra                                                                   | Universal Century                       | Mobile Suit Gundam 0083                            |
| PMX–003 The O                                                                          | Universal Century                       | Mobile Suit Zeta Gundam                            |
| MSA–0011 S Gundam                                                                      | Universal Century                       | Gundam Sentinel                                    |
| MSA–0011[Bst] S Gundam Booster Unit Type (csak a lábak és a hátizsák)                  | Universal Century                       | Gundam Sentinel                                    |
| MSA–0011[Ext] Ex–S Gundam (csak a felsőtest, a karok és a lábak)                       | Universal Century                       | Gundam Sentinel                                    |
| MSZ–006C1 Ζ Plus C1                                                                    | Universal Century                       | Gundam Sentinel                                    |
| MSZ–006A1 Zeta Plus A1                                                                 | Universal Century                       | Gundam Sentinel                                    |
| RGM–86R GM III                                                                         | Universal Century                       | Mobile Suit Gundam ZZ                              |
| RGM–89 Jegan                                                                           | Universal Century                       | Beltorchika’s Children                             |
| RGM–89S Stark Jegan                                                                    | Universal Century                       | Mobile Suit Variations                             |
| MSN–03 Jagd Doga                                                                       | Universal Century                       | Char’s Counterattack                               |
| RGM–96X Jesta                                                                          | Universal Century                       | Mobile Suit Gundam Unicorn                         |
| RGM–96X Jesta Cannon                                                                   | Universal Century                       | Mobile Suit Gundam Unicorn                         |
| RX–0[N] Unicorn Gundam 02 Banshee Norn (csak a hátizsák)                               | Universal Century                       | Mobile Suit Gundam Unicorn                         |
| YAMS–132 Rozen Zulu                                                                    | Universal Century                       | Mobile Suit Gundam Unicorn                         |
| F91 Gundam F91                                                                         | Universal Century                       | Mobile Suit Gundam F91                             |
| LM312V04 Victory Gundam                                                                | Universal Century                       | Mobile Suit Victory Gundam                         |
| LM312V04+SD–VB03A V-Dash Gundam (csak a hátizsák)                                      | Universal Century                       | Mobile Suit Victory Gundam                         |
| LM312V06 Victory Gundam Hexa (csak a fej)                                              | Universal Century                       | Mobile Suit Victory Gundam                         |
| LM314V23 Victory 2 Buster Gundam (csak a lábak és a hátizsák)                          | Universal Century                       | Mobile Suit Victory Gundam                         |
| LM314V24 Victory 2 Assault Gundam (a v1.02-es frissítés óta a hátizsákon kívül minden) | Universal Century                       | Mobile Suit Victory Gundam                         |
| LM314V23/24 V2 Assault-Buster Gundam (csak a lábak és a hátizsák)                      | Universal Century                       | Mobile Suit Victory Gundam                         |
| XM–01 Den’an Zon                                                                       | Universal Century                       | Mobile Suit Gundam F91                             |
| GF13–017NJ Shining Gundam                                                              | Future Century                          | Mobile Fighter G Gundam                            |
| GF13–011NC Dragon Gundam                                                               | Future Century                          | Mobile Fighter G Gundam                            |
| JMF1336R Rising Gundam                                                                 | Future Century                          | Mobile Fighter G Gundam                            |
| XXXG–01W Wing Gundam (a TV és az Endless Waltz Ver.)                                   | After Colony                            | Mobile Suit Gundam Wing/Gundam Wing: Endless Waltz |
| XXXG–00W0 Wing Gundam Proto Zero                                                       | After Colony                            | Mobile Suit Gundam Wing/Gundam Wing: Endless Waltz |
| XXXG–01SR Gundam Sandrock (Endless Waltz Ver.)                                         | After Colony                            | Mobile Suit Gundam Wing/Gundam Wing: Endless Waltz |
| XXXG–01SR2 Gundam Sandrock Kai (Endless Waltz Ver.)                                    | After Colony                            | Mobile Suit Gundam Wing/Gundam Wing: Endless Waltz |
| XXXG–01S Shenlong Gundam (a TV és az Endless Waltz Ver.)                               | After Colony                            | Mobile Suit Gundam Wing/Gundam Wing: Endless Waltz |
| XXXG–01S2 Altron Gundam (Endless Waltz Ver.)                                           | After Colony                            | Mobile Suit Gundam Wing/Gundam Wing: Endless Waltz |
| OZ–00MS Tallgeese (Endless Waltz Ver.)                                                 | After Colony                            | Mobile Suit Gundam Wing/Gundam Wing: Endless Waltz |
| OZ–00MS2 Tallgeese II (csak a fej)                                                     | After Colony                            | Mobile Suit Gundam Wing/Gundam Wing: Endless Waltz |
| OZ–00MS2B Tallgeese III                                                                | After Colony                            | Mobile Suit Gundam Wing/Gundam Wing: Endless Waltz |
| OZ–13MS Gundam Epyon (Endless Waltz Ver.)                                              | After Colony                            | Mobile Suit Gundam Wing/Gundam Wing: Endless Waltz |
| GX–9901–DX Gundam Double X                                                             | After War                               | After War Gundam X                                 |
| GX–9900–DV Gundam X Divider (csak a hátizsák)                                          | After War                               | After War Gundam X                                 |
| NRX–0013 Gundam Virsago                                                                | After War                               | After War Gundam X                                 |
| NRX–0013-CB Gundam Virsago Chest Break                                                 | After War                               | After War Gundam X                                 |
| CONCEPT–X 6–1–2 Turn X                                                                 | Correct Century                         | Turn A Gundam                                      |
| GAT–X105+AQM/E–YM1 Perfect Strike Gundam (csak a karok és a hátizsák)                  | Cosmic Era                              | Mobile Suit Gundam SEED                            |
| GAT–X102 Duel Gundam (az eredeti és az Assaultshroud változatok)                       | Cosmic Era                              | Mobile Suit Gundam SEED                            |
| GAT–X207 Blitz Gundam                                                                  | Cosmic Era                              | Mobile Suit Gundam SEED                            |
| ZGMF–X09A Justice Gundam                                                               | Cosmic Era                              | Mobile Suit Gundam SEED                            |
| ZGMF–X13A Providence Gundam                                                            | Cosmic Era                              | Mobile Suit Gundam SEED                            |
| GSX–401FW Stargazer                                                                    | Cosmic Era                              | Mobile Suit Gundam SEED C.E. 73: Stargazer         |
| GAT–X105E Strike E                                                                     | Cosmic Era                              | Mobile Suit Gundam SEED C.E. 73: Delta Astray      |
| GAT–X105E+AQM/E–X09S Strike Noir Gundam                                                | Cosmic Era                              | Mobile Suit Gundam SEED C.E. 73: Stargazer         |
| MBF–02+EW454F Strike Rouge Ootari (csak a hátizsák)                                    | Cosmic Era                              | Mobile Suit Gundam SEED Destiny HD Remaster        |
| ZGMF–X19A ∞ Justice Gundam                                                             | Cosmic Era                              | Mobile Suit Gundam SEED Destiny                    |
| ZGMF–X56S Impulse Gundam (csak a Force, a Sword és a Blast hátizsákok)                 | Cosmic Era                              | Mobile Suit Gundam SEED Destiny                    |
| ZGMF–X666S Legend Gundam                                                               | Cosmic Era                              | Mobile Suit Gundam SEED Destiny                    |
| ORB–01 Akatsuki (csak az Oowashi és a Shiranui hátizsákok)                             | Cosmic Era                              | Mobile Suit Gundam SEED Destiny                    |
| MBF–P02 Gundam Astray Red Dragon (csak a fej és a hátizsák)                            | Cosmic Era                              | Mobile Suit Gundam SEED Destiny Astray R           |
| MBF–P01–ReAMATU Gundam Astray Gold Frame Amatsu                                        | Cosmic Era                              | Mobile Suit Gundam SEED Astray                     |
| MBF–P01–Re2AMATU Gundam Astray Gold Frame Amatsu Mina Custom (csak a karok és a lábak) | Cosmic Era                              | Mobile Suit Gundam SEED Astray                     |
| GN–001 Gundam Exia                                                                     | Anno Domini                             | Mobile Suit Gundam 00                              |
| GN–002 Gundam Dynames                                                                  | Anno Domini                             | Mobile Suit Gundam 00                              |
| GN–003 Gundam Kyrios                                                                   | Anno Domini                             | Mobile Suit Gundam 00                              |
| GN–005 Gundam Virtue                                                                   | Anno Domini                             | Mobile Suit Gundam 00                              |
| GNX–603T GN–X                                                                          | Anno Domini                             | Mobile Suit Gundam 00                              |
| GN–0000GNHW/7SG 00 Gundam Seven Sword/G (csak a lábak és a hátizsák)                   | Anno Domini                             | Mobile Suit Gundam 00V                             |
| GN–006 Cherudim Gundam                                                                 | Anno Domini                             | Mobile Suit Gundam 00                              |
| GN–006GNHW/R Cherudim Gundam GNHW/R (csak a karok és a lábak)                          | Anno Domini                             | Mobile Suit Gundam 00                              |
| GNR–101A GN–Archer                                                                     | Anno Domini                             | Mobile Suit Gundam 00                              |
| GNX–609T GN–XIII                                                                       | Anno Domini                             | Mobile Suit Gundam 00                              |
| GNT–0000 00 Qan[T]                                                                     | Anno Domini                             | Mobile Suit Gundam 00 The Movie                    |
| AGE–1T Gundam AGE–1 Titus (csak a test, a karok és a lábak)                            | Advanced Generation                     | Mobile Suit Gundam AGE                             |
| AGE–2 Gundam AGE–2 Normal                                                              | Advanced Generation                     | Mobile Suit Gundam AGE                             |
| AGE–2DH Gundam AGE–2 Dark Hound                                                        | Advanced Generation                     | Mobile Suit Gundam AGE                             |
| ovv–f Gafran                                                                           | Advanced Generation                     | Mobile Suit Gundam AGE                             |
| GPB–04B Beargguy                                                                       | –                                       | Model Suit Gunpla Builders Beginning G             |
| KUMA–03 Beargguy III                                                                   | –                                       | Gundam Build Fighters                              |
| BG–011B Build Burning Gundam                                                           | –                                       | Gundam Build Fighters Try                          |
| LGZ–91 Lightning Gundam                                                                | –                                       | Gundam Build Fighters Try                          |
| Powered GM Cardigan                                                                    | –                                       | Gundam Build Fighters Try                          |
| Új, a Gundam Breaker 3-ban megjelenő egységek                                          |                                         |                                                    |
| EMS–10 Zudah                                                                           | Universal Century                       | Mobile Suit Gundam MS IGLOO                        |
| EMS–10 Zudah Commander Type (csak a fej)                                               | Universal Century                       | Mobile Suit Gundam MS IGLOO                        |
| YMS–15 Gyan                                                                            | Universal Century                       | Mobile Suit Gundam                                 |
| MS–14A Gelgoog (antenna nélkül, csak a fej)                                            | Universal Century                       | Mobile Suit Gundam                                 |
| RB–79 Ball (DLC6)                                                                      | Universal Century                       | Mobile Suit Gundam                                 |
| MW–01 Mobile Worker Model 01 Late Type (DLC4)                                          | Universal Century                       | Mobile Suit Gundam: The Origin                     |
| MS–14C Gelgoog Cannon (csak a hátizsák)                                                | Universal Century                       | Mobile Suit Variations                             |
| FA–78 Full Armor Gundam                                                                | Universal Century                       | Mobile Suit Gundam Thunderbolt                     |
| MS–06R Zaku High Mobility Type (Reuse „P” Device)                                      | Universal Century                       | Mobile Suit Gundam Thunderbolt                     |
| RX–121–2A Gundam TR–1 [Advanced Hazel] (két különböző fejjel)                          | Universal Century                       | Advance of Z                                       |
| ORX–005 Gaplant TR–5 [Hrairoo]                                                         | Universal Century                       | Advance of Z                                       |
| RX–124 Gundam TR–6 [Woundwort] (DLC6)                                                  | Universal Century                       | Advance of Z                                       |
| RMS–099 Rick Dias (vörös)                                                              | Universal Century                       | Mobile Suit Zeta Gundam                            |
| PMX–001 Palace Athene                                                                  | Universal Century                       | Mobile Suit Zeta Gundam                            |
| FA–010A FAZZ                                                                           | Universal Century                       | Gundam Sentinel                                    |
| AMX–014 Döven Wolf                                                                     | Universal Century                       | Mobile Suit Gundam ZZ                              |
| NZ–666 Kshatriya                                                                       | Universal Century                       | Mobile Suit Gundam Unicorn                         |
| RX–160S Byarlant Custom                                                                | Universal Century                       | Mobile Suit Gundam Unicorn                         |
| RX–0 Unicorn Gundam 02 Banshee (Armed Armor) (csak a karok)                            | Universal Century                       | Mobile Suit Gundam Unicorn                         |
| RX–0 Full Armor Unicorn Gundam (DLC6)                                                  | Universal Century                       | Mobile Suit Gundam Unicorn                         |
| RX–0 Unicorn Gundam 03 Phenex Ver. GFT (DLC2)                                          | Universal Century                       | Mobile Suit Gundam UC: One of Seventy Two          |
| AMX–107R Rebawoo (DLC3)                                                                | Universal Century                       | Mobile Suit Gundam UC: One of Seventy Two          |
| MSM–04G Juaggu                                                                         | Universal Century                       | Mobile Suit Variations                             |
| XM–X1 Crossbone Gundam X–1 Skull Heart (csak a felsőtest és a lábak)                   | Universal Century                       | Mobile Suit Crossbone Gundam                       |
| Fuunsaiki (csak a felsőtest és a lábak)                                                | Future Century                          | Mobile Fighter G Gundam                            |
| GF13–009NF Gundam Rose (DLC6)                                                          | Future Century                          | Mobile Fighter G Gundam                            |
| MMS–01 Serpent (kétfajta karral)                                                       | After Colony                            | Gundam Wing: Endless Waltz                         |
| MRC–F20 SUMO (arany)                                                                   | Correct Century                         | Turn A Gundam                                      |
| AMX–109 Kapool                                                                         | Correct Century                         | Turn A Gundam                                      |
| GAT–X103 Buster Gundam (DLC6)                                                          | Cosmic Era                              | Mobile Suit Gundam SEED                            |
| GAT–X303 Aegis Gundam (DLC5)                                                           | Cosmic Era                              | Mobile Suit Gundam SEED                            |
| GNW–20000 Arche Gundam (DLC4)                                                          | Anno Domini                             | Mobile Suit Gundam 00                              |
| AGE–1 Gundam AGE–1 Normal (csak a test, Titans színben)                                | Advanced Generation                     | Mobile Suit Gundam AGE                             |
| AGE–1 Gundam AGE–1 Normal (DLC6, rendszeresített színben)                              | Advanced Generation                     | Mobile Suit Gundam AGE                             |
| AGE–2DB Gundam AGE–2 Double Bullet (csak a karok és a lábak)                           | Advanced Generation                     | Mobile Suit Gundam AGE                             |
| AGE–3F Gundam AGE–3 Normal (DLC6)                                                      | Advanced Generation                     | Mobile Suit Gundam AGE                             |
| AGE–3F Gundam AGE–3 Fortress (csak a test, a karok és a lábak)                         | Advanced Generation                     | Mobile Suit Gundam AGE                             |
| AGE–FX Gundam AGE–FX (DLC3)                                                            | Advanced Generation                     | Mobile Suit Gundam AGE                             |
| YG–111 Gundam G-Self                                                                   | Regild Century                          | Gundam Reconguista in G                            |
| VGMM–Git01 Kabakali (DLC6)                                                             | Regild Century                          | Gundam Reconguista in G                            |
| ASW–G–08 Gundam Barbatos (4. alak)                                                     | Post Disaster                           | Mobile Suit Gundam: Iron-Blooded Orphans           |
| ASW–G–08 Gundam Barbatos (6. alak, DLC2)                                               | Post Disaster                           | Mobile Suit Gundam: Iron-Blooded Orphans           |
| ASW–G–08 Gundam Barbatos Lupus (DLC5)                                                  | Post Disaster                           | Mobile Suit Gundam: Iron-Blooded Orphans           |
| ASW–G–11 Gundam Gusion (DLC3)                                                          | Post Disaster                           | Mobile Suit Gundam: Iron-Blooded Orphans           |
| ASW–G–11 Gundam Gusion Rebake (DLC5)                                                   | Post Disaster                           | Mobile Suit Gundam: Iron-Blooded Orphans           |
| ASW–G–66 Gundam Kimaris (DLC4)                                                         | Post Disaster                           | Mobile Suit Gundam: Iron-Blooded Orphans           |
| ASW–G–29 Gundam Astaroth (DLC3)                                                        | Post Disaster                           | Mobile Suit Gundam: Iron-Blooded Orphans Gekko     |
| Musha Gundam                                                                           | –                                       | Plamo-Kjósiro                                      |
| Musha Gundam Mk–II                                                                     | –                                       | SD szengokuden musa sicsinin sú-hen                |
| RMS–099BD Break Dias (DLC1)                                                            | –                                       | Gundam Breaker 3                                   |
| MSN–00100J Hyaku-Shiki J (DLC1)                                                        | –                                       | Gundam Breaker 3                                   |
| BN–876 Scramble Gundam (DLC2)                                                          | –                                       | Gundam Build Fighters Try Island Wars              |
| GPB–X80–30F Beginning 30 Gundam (DLC6)                                                 | –                                       | Model Suit Gunpla Builders Beginning G             |

### Nem játszható SD Gundam BB szensi-modellek
A Gundam Breaker 3 az első olyan Gundam videójáték, mely figyelembe veszi a gundam-modellek méretarányát és SD Gundam BB szensi-modellek is megjelennek benne.
| Modell                            | Korszak                   | Első megjelenés                               |
| Nem játszható SD-modellek         | Nem játszható SD-modellek | Nem játszható SD-modellek                     |
| --------------------------------- | ------------------------- | --------------------------------------------- |
| Knight Gundam                     | –                         | SD Gundam gaiden Sieg Zeon-hen                |
| Full Armor Knight Gundam          | –                         | SD Gundam Ultimate Battle                     |
| Musha Gundam (Super Hagane Ver.)  | –                         | Plamo-Kjósiro                                 |
| Command Gundam                    | –                         | SD Command szenki                             |
| Musha Godmaru (Final Battle Ver.) | –                         | Sin SD szengokuden csó kidó daisógun          |
| Versal Knight Gundam              | –                         | SD Gundam gaiden Sieg Zeon-hen                |
| Zakuto Yami Shogun                | –                         | SD szengokuden musa sicsinin sú-hen           |
| Knight Unicorn Gundam             | –                         | SD Gundam Ultimate Battle                     |
| Musha Victory                     | –                         | Sin SD szengokuden sicsinin no csósóugun-hen  |
| Devil Dragon Blade Zero Gundam    | –                         | Sin SD Gundam gaiden Knight Gundam monogatari |
| Strike Liu Bei Gundam             | –                         | SD Gundam szangokuden Brave Battle Warriors   |
| Nidaime Gundam Daishogun          | –                         | SD szengokuden musa sicsinin sú-hen           |
| Knight Superior Dragon (DLC4)     | –                         | SD Gundam gaiden Sieg Zeon-hen                |

## Zene
A játék nyitófőcím dala a Back-On japán rockegyüttes Mirrors című dala, amely a zenekar Pack of the Future című stúdióalbumán, illetve a Pack of the Game Collection című válogatásalbumán jelent meg 2016. március 2-án. Mindkettő első nyomott példányaihoz egy letöltőkódot is csomagoltak, ami a ZGMF–X19A ∞ Justice Gundam modellhez biztosít azonnali hozzáférést.

## Adaptációk
A játék történetét feldolgozó, Gundam Breaker 3: The Comic (ガンダムブレイカー3 The Comic) című manga első fejezete 2016. június 26-án jelent meg a Gundam Ace magazinban.

## Fejlesztés és megjelenés
A fejlesztők a Gundam Breaker 2 fejlesztésével párhuzamosan vizsgálták egy Gundam Breaker-játék PlayStation 4-re való megjelentetésének lehetőségét. A Gundam Breaker 2 2014 decemberi megjelenése után a Crafts & Meister emberei a játék hibajavításával és ingyenes tartalmak hozzáadásával voltak elfoglalva, így az utódjának fejlesztése 2015 elején indult be igazán. A fejlesztés az SD Gundam és a Versus kulcsszavak köré épült fel, előbbi az SD-egységek, míg utóbbi a Bounty Hunter játékmód képében teljesült ki. 2015. december 14-én a Famicú japán szaklap közzétette, hogy december 15-én új Gundam-játékokat fognak bemutatni a weboldalukon keresztül. A Gundam Breaker 3-at 2015. december 15-én az SD Gundam G Generation Genesis című videójáték társaságában jelentette be a Bandai Namco Entertainment japán részlege. A játékból kimásolt első képernyőképek egy nappal később, 2015. december 16-án kerültek fel az internetre. 2015. december 21-én a Bandai Namco Entertainment Korea bejelentette, hogy a játék 2016 folyamán dél-koreai nyelvre lokalizálva is meg fog jelenni. A Famicú 2016. január 6-án megjelent lapszámában bejelentették, hogy a játék 2016. március 3-án fog megjelenni Japánban, illetve bemutatták a játék szereplőit, új irányítható gundam-modelljeit és nyitófőcím dalát. Egy nappal később további információk kerültek fel a játék weboldalára annak történetével és új játékmódjaival kapcsolatban. Japánban a játék előrendelői azonnali hozzáférést kaptak az ASW–G–08 Gundam Barbatos (4. alak) High Grade gundam-modell alkatrészeihez, illetve egy „szerencsenövelőhöz”, valamint kaptak egy letöltőkódot, mellyel az ASW–G–08 Gundam Barbatos (3. alak) gundam-modellt lehetett megnyitni a Gundam Battle Operation Next című játékban. A dobozos kiadás előrendelői ezeken felül egy MSZ–006 Zeta Gundam-kártyát is kaptak a Mobile Suit Gundam UC Card Builder játékhoz, míg a digitális verziói előrendelői azonnali hozzáférést szereztek az MSZ–006 Zeta Gundam High Grade-méretarányú alkatrészeihez. A játék dél-koreai változatának előrendelői bónuszai között szerepelt az ASW–G–08 Gundam Barbatos (4. alak) High Grade gundam-modell alkatrészeihez és egy „szerencsenövelőhöz” hozzáférést nyújtó letöltőkód, egy prémium Gundam Across Wars-gasapon, valamint 500TS-t érő feltöltőkártya az SD Gundam Next Evolutionhöz. A Famicú következő, 2016. január 12-én megjelent lapszámában további super deformed SD-egységeket jelentettek be, amikről január 15-én képernyőképek, valamint egy 15 másodperces televíziós reklám is felkerült a játék weboldalára. A Famicú 2016. január 19-én megjelent lapszámában újabb irányítható gundam-modelleket mutattak be, illetve a szinkronhangok listáját is közzétették. A Bandai Namco Entertainment 2016. január 22-én részletes szereplőinformációkkal és további képernyőképekkel frissítette a játék honlapját, majd január 25-én a játék borítóképét is bemutatták. 2016. január 28-án egy közel 12 perces előzetes videó került fel a cég YouTube-csatornájára. A Famicú február 2-án megjelent lapszámában további super deformed SD-egységeket mutattak be, valamint megerősítették, hogy a játékba importálni lehet az elődje mentését. Február 4-én egy a PlayStation Vita-változatot bemutató rövid videóval frissítették a játék weboldalát, melyet február 19-én új képernyőképek követtek, míg február 25-én a gundam-modellek testreszabhatóságát részletezték. Február 26-án Onoszaka Maszaja és Konisi Kacujuki szinkronszínészek építették meg a saját modelljüket egy nyolcperces videóban, melyeket két további videóban csatában is kipróbáltak.
2016. február 24-én a Play-Asia webáruház kiszivárogtatta, hogy a játék 2016 júniusában angol nyelven is meg fog jelenni Ázsiában, azonban két nappal később a Bandai Namco Entertainment délkelet-ázsiai részlege megerősítette, hogy a játék nem júniusban, hanem 2016. április 28-án fog megjelenni.
A Bandai Namco Entertainment 2017. március 30-án újra megjelentette a játékot a Welcome Price!! nevű csökkentett árvonalának kínálatában, illetve Break Edition alcímmel egybecsomagolva a játék összes letölthető tartalmával. Előbbi dobozos változatban is megjelent, míg utóbbi kizárólag digitális letöltés képében érhető el. A Break Edition 2017. május 2-án jelent meg Ázsiában, fizikai és digitális letöltés formájában egyaránt.

### Letölthető tartalmak
A Bandai Namco Entertainment 2016. március 30-án a Twitter-fiókján bejelentette, hogy a Gundam Breaker 3 népszerűségére tekintettel további gundam-modelleket fognak hozzáadni a játékhoz.
A játék első, ingyenes letölthető tartalma 2016. június 13-án jelent meg Re-Break címmel. A csomag két teljesen új, korábban még sehol nem látott gundam-modellt és egy Will és Mr. Gunpla közti csatát bemutató küldetést tartalmaz. A második, Build Beginning névre keresztelt csomag 2016. október 25-én jelent meg és három új gunplát, egy új küldetést és számos új alkatrészt tartalmaz. A Build Rising című harmadik csomag 2016. november 25-én jelent meg és négy új gundam-modellt, illetve új küldetéseket, az első Gundam Breaker-játékból visszatérő pályákat és új alkatrészeket tartalmaz. A negyedik csomag 2016. december 20-án jelent meg Build Evolution címmel és négy új gundam-modellt, illetve küldetéseket és alkatrészeket tartalmaz. Az ötödik csomag 2017. január 27-én jelent meg Build Absolute címmel és három új gundam-modellt, illetve küldetéseket és alkatrészeket tartalmaz. Az utolsó, hatodik csomag 2017. február 22-én jelent meg Build Kingdom címmel és kilenc új gundam-modellt, illetve küldetéseket és alkatrészeket tartalmaz. 2016. november 25-e és 2017. január 9-e között egy szezonbérlet is elérhető volt a játékhoz, mely csökkentett áron biztosított hozzáférést a fizetős letölthető tartalmakhoz.

## Fogadtatás
A japán Famicú videójátékos szaklap írói 34/40-es pontszámmal jutalmazták a játékot, szemben az első játék 36/40-es, illetve a második játék 33/40-es értékelésével. A játék megjelenése hetében a japán eladási listák első két helyén mutatkozott be; a PlayStation Vita-változatból 74 639, míg a PlayStation 4-verzióból 66 580 dobozos példány kelt el. A kézikonzolos változatból három hét alatt 100 800, míg a nagygépes változatból 83 892 dobozos példány kelt el Japánban. A játék mindkét verziója az első helyen mutatkozott be Japánban az adott platform heti digitális eladási listáján.